# Liste des vainqueurs de la Coupe du monde de biathlon
Cet article liste l'ensemble des lauréats du classement général et des classements par épreuve de la Coupe du monde de biathlon.

## Hommes

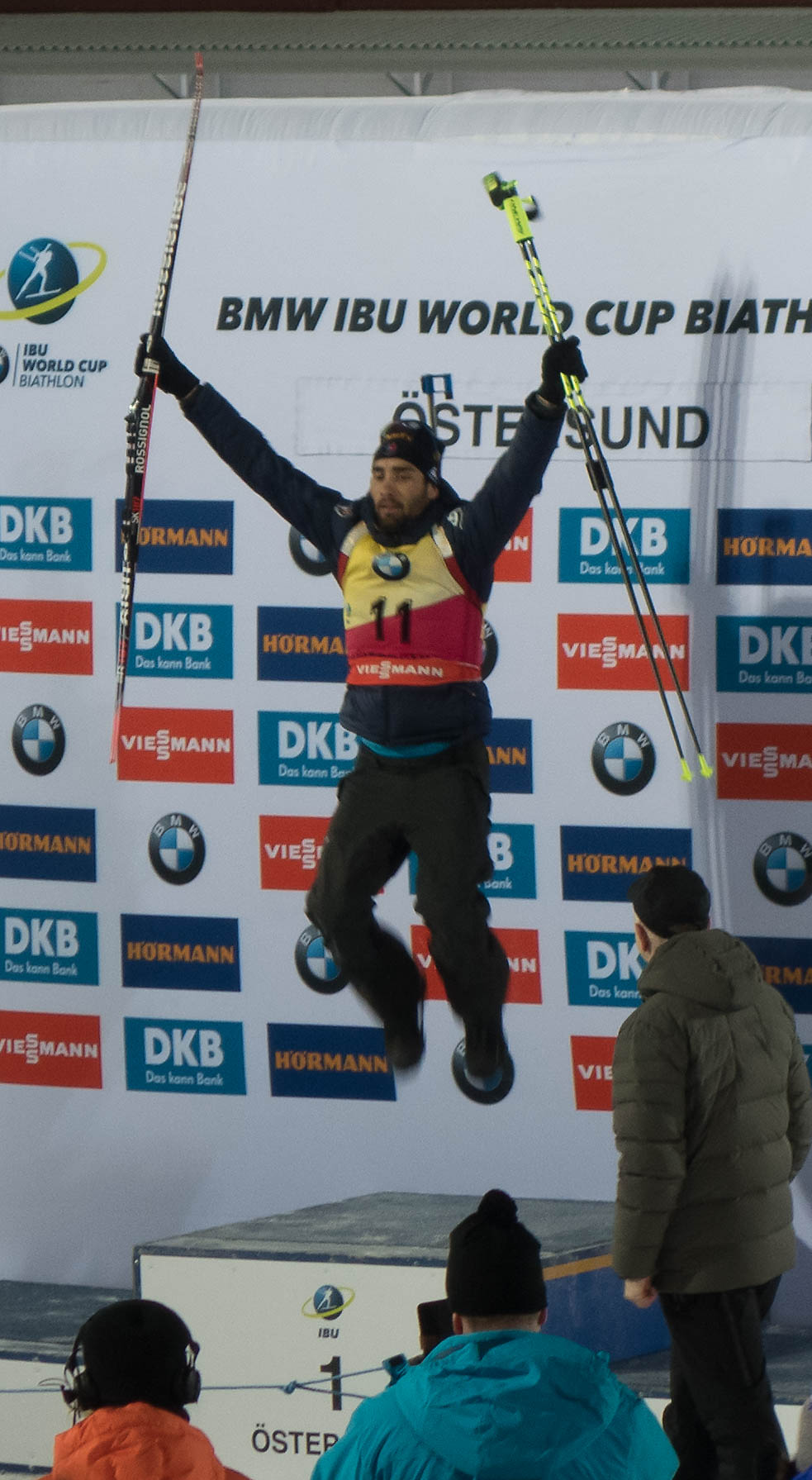
Martin Fourcade, recordman du nombre de victoires finales avec sept gros globes de cristal

La Coupe du monde de biathlon est introduite vingt ans après le premier championnat du monde, lors de la saison 1977-1978. La toute première étape se déroule en janvier 1978 à Ruhpolding en Allemagne de l'Ouest. Le premier vainqueur du classement général est l'Est-allemand Frank Ullrich. Avec sept succès finaux, le Français Martin Fourcade détient le record de victoires au classement général. Le Norvégien Ole Einar Bjørndalen suit avec 6 globes, suivi par son compatriote Johannes Thingnes Bø avec 5, puis le Français Raphaël Poirée et l'Allemand Frank Ullrich avec 4 globes chacun.
Le record de points marqués en une saison a été réalisé lors de l'hiver 2022-2023 par Johannes Thingnes Bø avec 1 589 points. Martin Fourcade détient le record de victoires dans les classements par discipline. Le Français a en effet remporté vingt six « petits » globes de cristal. Les Français Raphaël Poirée et Martin Fourcade et le Norvégien Johannes Thingnes Bø sont les seuls biathlètes à avoir remporté l'ensemble des classements durant une même saison : en 2003-2004 pour Poirée, en 2012-2013, 2015-2016, 2016-2017 et 2017-2018 pour Fourcade et en 2018-2019 pour Bø. Johannes Thingnes Bø détient le record de victoires en une saison : 19 succès en 2022-2023.
Martin Fourcade a remporté cinq fois le classement de l'individuel. Martin Fourcade et Ole Einar Bjørndalen dominent l'histoire du sprint puisqu'ils ont inscrit à huit reprises leurs noms au palmarès. En poursuite, Martin Fourcade a remporté huit succès finaux devant Bjørndalen avec cinq globes. Le Norvégien et le Français dominent conjointement le palmarès du départ groupé avec cinq victoires.

### Lauréats des classements
| Saison    | Général                  | Individuel                               | Sprint                   | Poursuite                        | Départ Groupé                               |
| --------- | ------------------------ | ---------------------------------------- | ------------------------ | -------------------------------- | ------------------------------------------- |
| 1977-1978 | Frank Ullrich            | –                                        | –                        | Épreuve inexistante à cette date | Épreuve inexistante à cette date            |
| 1978-1979 | Klaus Siebert            | –                                        | –                        | Épreuve inexistante à cette date | Épreuve inexistante à cette date            |
| 1979-1980 | Frank Ullrich (2)        | –                                        | –                        | Épreuve inexistante à cette date | Épreuve inexistante à cette date            |
| 1980-1981 | Frank Ullrich (3)        | –                                        | –                        | Épreuve inexistante à cette date | Épreuve inexistante à cette date            |
| 1981-1982 | Frank Ullrich (4)        | –                                        | –                        | Épreuve inexistante à cette date | Épreuve inexistante à cette date            |
| 1982-1983 | Peter Angerer            | –                                        | –                        | Épreuve inexistante à cette date | Épreuve inexistante à cette date            |
| 1983-1984 | Frank-Peter Rötsch       | –                                        | –                        | Épreuve inexistante à cette date | Épreuve inexistante à cette date            |
| 1984-1985 | Frank-Peter Rötsch (2)   | –                                        | –                        | Épreuve inexistante à cette date | Épreuve inexistante à cette date            |
| 1985-1986 | André Sehmisch           | –                                        | –                        | Épreuve inexistante à cette date | Épreuve inexistante à cette date            |
| 1986-1987 | Frank-Peter Rötsch (3)   | –                                        | –                        | Épreuve inexistante à cette date | Épreuve inexistante à cette date            |
| 1987-1988 | Fritz Fischer            | –                                        | –                        | Épreuve inexistante à cette date | Épreuve inexistante à cette date            |
| 1988-1989 | Eirik Kvalfoss           | –                                        | –                        | Épreuve inexistante à cette date | Épreuve inexistante à cette date            |
| 1989-1990 | Sergueï Tchepikov        | –                                        | –                        | Épreuve inexistante à cette date | Épreuve inexistante à cette date            |
| 1990-1991 | Sergueï Tchepikov (2)    | –                                        | –                        | Épreuve inexistante à cette date | Épreuve inexistante à cette date            |
| 1991-1992 | Jon Åge Tyldum           | –                                        | –                        | Épreuve inexistante à cette date | Épreuve inexistante à cette date            |
| 1992-1993 | Mikael Löfgren           | –                                        | –                        | Épreuve inexistante à cette date | Épreuve inexistante à cette date            |
| 1993-1994 | Patrice Bailly-Salins    | –                                        | –                        | Épreuve inexistante à cette date | Épreuve inexistante à cette date            |
| 1994-1995 | Jon Åge Tyldum (2)       | –                                        | –                        | Épreuve inexistante à cette date | Épreuve inexistante à cette date            |
| 1995-1996 | Vladimir Dratchev        | –                                        | –                        | Épreuve inexistante à cette date | Épreuve inexistante à cette date            |
| 1996-1997 | Sven Fischer             | Ricco Groß                               | Ole Einar Bjørndalen     | Viktor Maïgourov                 | Épreuve inexistante à cette date            |
| 1997-1998 | Ole Einar Bjørndalen     | Halvard Hanevold                         | Ole Einar Bjørndalen (2) | Sven Fischer                     | Épreuve inexistante à cette date            |
| 1998-1999 | Sven Fischer (2)         | Pavel Rostovtsev                         | Sven Fischer             | Raphaël Poirée                   | Sven Fischer                                |
| 1999-2000 | Raphaël Poirée           | Frank Luck                               | Ole Einar Bjørndalen (3) | Ole Einar Bjørndalen             | Raphaël Poirée                              |
| 2000-2001 | Raphaël Poirée (2)       | Sergey Rozhkov                           | Ole Einar Bjørndalen (4) | Raphaël Poirée (2)               | Sven Fischer (2)                            |
| 2001-2002 | Raphaël Poirée (3)       | Frank Luck (2)                           | Sven Fischer (2)         | Raphaël Poirée (3)               | Viktor Maïgourov                            |
| 2002-2003 | Ole Einar Bjørndalen (2) | Halvard Hanevold (2)                     | Ole Einar Bjørndalen (5) | Ole Einar Bjørndalen (2)         | Ole Einar Bjørndalen                        |
| 2003-2004 | Raphaël Poirée (4)       | Raphaël Poirée                           | Raphaël Poirée           | Raphaël Poirée (4)               | Raphaël Poirée (2)                          |
| 2004-2005 | Ole Einar Bjørndalen (3) | Ole Einar Bjørndalen Michael Greis       | Ole Einar Bjørndalen (6) | Sven Fischer (2)                 | Raphaël Poirée (3) Ole Einar Bjørndalen (2) |
| 2005-2006 | Ole Einar Bjørndalen (4) | Michael Greis (2)                        | Tomasz Sikora            | Ole Einar Bjørndalen (3)         | Ole Einar Bjørndalen (3)                    |
| 2006-2007 | Michael Greis            | Raphaël Poirée (2)                       | Michael Greis            | Dmitriy Yaroshenko               | Ole Einar Bjørndalen (4)                    |
| 2007-2008 | Ole Einar Bjørndalen (5) | Vincent Defrasne                         | Ole Einar Bjørndalen (7) | Ole Einar Bjørndalen (4)         | Ole Einar Bjørndalen (5)                    |
| 2008-2009 | Ole Einar Bjørndalen (6) | Michael Greis (3)                        | Ole Einar Bjørndalen (8) | Ole Einar Bjørndalen (5)         | Dominik Landertinger                        |
| 2009-2010 | Emil Hegle Svendsen      | Christoph Sumann                         | Emil Hegle Svendsen      | Martin Fourcade                  | Evgeny Ustyugov                             |
| 2010-2011 | Tarjei Bø                | Emil Hegle Svendsen                      | Tarjei Bø                | Tarjei Bø                        | Emil Hegle Svendsen                         |
| 2011-2012 | Martin Fourcade          | Simon Fourcade                           | Martin Fourcade          | Martin Fourcade (2)              | Andreas Birnbacher                          |
| 2012-2013 | Martin Fourcade (2)      | Martin Fourcade                          | Martin Fourcade (2)      | Martin Fourcade (3)              | Martin Fourcade                             |
| 2013-2014 | Martin Fourcade (3)      | Emil Hegle Svendsen (2)                  | Martin Fourcade (3)      | Martin Fourcade (4)              | Martin Fourcade (2)                         |
| 2014-2015 | Martin Fourcade (4)      | Serhiy Semenov                           | Martin Fourcade (4)      | Martin Fourcade (5)              | Anton Shipulin                              |
| 2015-2016 | Martin Fourcade (5)      | Martin Fourcade (2)                      | Martin Fourcade (5)      | Martin Fourcade (6)              | Martin Fourcade (3)                         |
| 2016-2017 | Martin Fourcade (6)      | Martin Fourcade (3)                      | Martin Fourcade (6)      | Martin Fourcade (7)              | Martin Fourcade (4)                         |
| 2017-2018 | Martin Fourcade (7)      | Martin Fourcade (4) Johannes Thingnes Bø | Martin Fourcade (7)      | Martin Fourcade (8)              | Martin Fourcade (5)                         |
| 2018-2019 | Johannes Thingnes Bø     | Johannes Thingnes Bø (2)                 | Johannes Thingnes Bø     | Johannes Thingnes Bø             | Johannes Thingnes Bø                        |
| 2019-2020 | Johannes Thingnes Bø (2) | Martin Fourcade (5)                      | Martin Fourcade (8)      | Émilien Jacquelin                | Johannes Thingnes Bø (2)                    |
| 2020-2021 | Johannes Thingnes Bø (3) | Sturla Holm Lægreid                      | Johannes Thingnes Bø (2) | Sturla Holm Lægreid              | Tarjei Bø                                   |
| 2021-2022 | Quentin Fillon Maillet   | Tarjei Bø                                | Quentin Fillon Maillet   | Quentin Fillon Maillet           | Sivert Guttorm Bakken                       |
| 2022-2023 | Johannes Thingnes Bø (4) | Vetle Sjåstad Christiansen               | Johannes Thingnes Bø (3) | Johannes Thingnes Bø (2)         | Vetle Sjåstad Christiansen                  |
| 2023-2024 | Johannes Thingnes Bø (5) | Johannes Thingnes Bø (3)                 | Tarjei Bø (2)            | Johannes Thingnes Bø (3)         | Johannes Thingnes Bø (3)                    |
| 2024-2025 | Sturla Holm Lægreid      | Sturla Holm Lægreid (2)                  | Johannes Thingnes Bø (4) | Sturla Holm Lægreid (2)          | Sturla Holm Lægreid                         |

| Saison    | Coupe des nations      | Relais                |
| --------- | ---------------------- | --------------------- |
| 1986-1987 | Allemagne de l'Est     | –                     |
| 1987-1988 | Allemagne de l'Ouest   | –                     |
| 1988-1989 | Allemagne de l'Est (2) | –                     |
| 1989-1990 | Union soviétique       | –                     |
| 1990-1991 | Italie                 | –                     |
| 1991-1992 | Norvège                | –                     |
| 1992-1993 | Allemagne (2)          | –                     |
| 1993-1994 | Allemagne (3)          | –                     |
| 1994-1995 | Italie (2)             | –                     |
| 1995-1996 | Russie                 | –                     |
| 1996-1997 | Allemagne (4)          | Allemagne             |
| 1997-1998 | Norvège (2)            | Norvège Allemagne (2) |
| 1998-1999 | Allemagne (5)          | Allemagne (3)         |
| 1999-2000 | Allemagne (6)          | Norvège (2)           |
| 2000-2001 | Norvège (3)            | Norvège (3)           |
| 2001-2002 | Allemagne (7)          | Norvège (4)           |
| 2002-2003 | Norvège (4)            | Biélorussie           |
| 2003-2004 | Norvège (5)            | Norvège (5)           |
| 2004-2005 | Norvège (6)            | Norvège (6)           |
| 2005-2006 | Allemagne (8)          | Russie                |
| 2006-2007 | Russie (2)             | Russie (2)            |
| 2007-2008 | Norvège (7)            | Norvège (7)           |
| 2008-2009 | Norvège (8)            | Autriche              |
| 2009-2010 | Norvège (9)            | Norvège (8)           |
| 2010-2011 | Norvège (10)           | Norvège (9)           |
| 2011-2012 | Russie (3)             | France                |
| 2012-2013 | Russie (4)             | Russie (3)            |
| 2013-2014 | Norvège (11)           | Allemagne (4)         |
| 2014-2015 | Norvège (12)           | Russie (4)            |
| 2015-2016 | Norvège (13)           | Norvège (10)          |
| 2016-2017 | Allemagne (9)          | Russie (5)            |
| 2017-2018 | Norvège (14)           | Norvège (11)          |
| 2018-2019 | Norvège (15)           | Norvège (12)          |
| 2019-2020 | Norvège (16)           | Norvège (13)          |
| 2020-2021 | Norvège (17)           | Norvège (14)          |
| 2021-2022 | Norvège (18)           | Norvège (15)          |
| 2022-2023 | Norvège (19)           | Norvège (16)          |
| 2023-2024 | Norvège (20)           | Norvège (17)          |
| 2024-2025 | France                 | France (2)            |

### Bilan par biathlète
| Rang | Biathlète                  | Pays               | Général | Individuel | Sprint | Poursuite | Départ Groupé | Total ( ) |
| ---- | -------------------------- | ------------------ | ------- | ---------- | ------ | --------- | ------------- | --------- |
| 1.   | Martin Fourcade            | France             | 7       | 5          | 8      | 8         | 5             | 33 (26)   |
| 2.   | Ole Einar Bjørndalen       | Norvège            | 6       | 1          | 8      | 5         | 5             | 25 (19)   |
| 3.   | Johannes Thingnes Bø       | Norvège            | 5       | 3          | 4      | 3         | 3             | 18 (13)   |
| 4.   | Raphaël Poirée             | France             | 4       | 2          | 1      | 4         | 3             | 14 (10)   |
| 5.   | Frank Ullrich              | Allemagne de l'Est | 4       | –          | –      | –         | –             | 4 (0)     |
| 6.   | Frank-Peter Rötsch         | Allemagne de l'Est | 3       | –          | –      | –         | –             | 3 (0)     |
| 7.   | Sven Fischer               | Allemagne          | 2       | 0          | 2      | 2         | 2             | 8 (6)     |
| 8.   | Jon Åge Tyldum             | Norvège            | 2       | –          | –      | –         | –             | 2 (0)     |
| 8.   | Sergueï Tchepikov          | Union soviétique   | 2       | –          | –      | –         | –             | 2 (0)     |
| 10.  | Tarjei Bø                  | Norvège            | 1       | 1          | 2      | 1         | 1             | 6 (5)     |
| 10.  | Sturla Holm Lægreid        | Norvège            | 1       | 2          | 0      | 2         | 1             | 6 (5)     |
| 12.  | Michael Greis              | Allemagne          | 1       | 3          | 1      | 0         | 0             | 5 (4)     |
| 12.  | Emil Hegle Svendsen        | Norvège            | 1       | 2          | 1      | 0         | 1             | 5 (4)     |
| 14.  | Quentin Fillon Maillet     | France             | 1       | 0          | 1      | 1         | 0             | 3 (2)     |
| 15.  | Eirik Kvalfoss             | Norvège            | 1       | –          | –      | –         | –             | 1 (0)     |
| 15.  | Peter Angerer              | Allemagne          | 1       | –          | –      | –         | –             | 1 (0)     |
| 15.  | Patrice Bailly-Salins      | France             | 1       | –          | –      | –         | –             | 1 (0)     |
| 15.  | Vladimir Dratchev          | Russie             | 1       | –          | –      | –         | –             | 1 (0)     |
| 15.  | Fritz Fischer              | Allemagne          | 1       | –          | –      | –         | –             | 1 (0)     |
| 15.  | Mikael Löfgren             | Suède              | 1       | –          | –      | –         | –             | 1 (0)     |
| 15.  | André Sehmisch             | Allemagne de l'Est | 1       | –          | –      | –         | –             | 1 (0)     |
| 15.  | Klaus Siebert              | Allemagne de l'Est | 1       | –          | –      | –         | –             | 1 (0)     |
| 23.  | Frank Luck                 | Allemagne          | 0       | 2          | 0      | 0         | 0             | 2         |
| 23.  | Halvard Hanevold           | Norvège            | 0       | 2          | 0      | 0         | 0             | 2         |
| 23.  | Viktor Maïgourov           | Russie             | 0       | 0          | 0      | 1         | 1             | 2         |
| 23.  | Vetle Sjåstad Christiansen | Norvège            | 0       | 1          | 0      | 0         | 1             | 2         |
| 27.  | Pavel Rostovtsev           | Russie             | 0       | 1          | 0      | 0         | 0             | 1         |
| 27.  | Sergey Rozhkov             | Russie             | 0       | 1          | 0      | 0         | 0             | 1         |
| 27.  | Vincent Defrasne           | France             | 0       | 1          | 0      | 0         | 0             | 1         |
| 27.  | Simon Fourcade             | France             | 0       | 1          | 0      | 0         | 0             | 1         |
| 27.  | Christoph Sumann           | Autriche           | 0       | 1          | 0      | 0         | 0             | 1         |
| 27.  | Serhiy Semenov             | Ukraine            | 0       | 1          | 0      | 0         | 0             | 1         |
| 27.  | Tomasz Sikora              | Pologne            | 0       | 0          | 1      | 0         | 0             | 1         |
| 27.  | Ricco Gross                | Allemagne          | 0       | 1          | 0      | 0         | 0             | 1         |
| 27.  | Dmitriy Yaroshenko         | Russie             | 0       | 0          | 0      | 1         | 0             | 1         |
| 27.  | Evgeny Ustyugov            | Russie             | 0       | 0          | 0      | 0         | 1             | 1         |
| 27.  | Dominik Landertinger       | Autriche           | 0       | 0          | 0      | 0         | 1             | 1         |
| 27.  | Andreas Birnbacher         | Allemagne          | 0       | 0          | 0      | 0         | 1             | 1         |
| 27.  | Anton Shipulin             | Russie             | 0       | 0          | 0      | 0         | 1             | 1         |
| 27.  | Émilien Jacquelin          | France             | 0       | 0          | 0      | 1         | 0             | 1         |
| 27.  | Sivert Guttorm Bakken      | Norvège            | 0       | 0          | 0      | 0         | 1             | 1         |

 : en activité

## Femmes

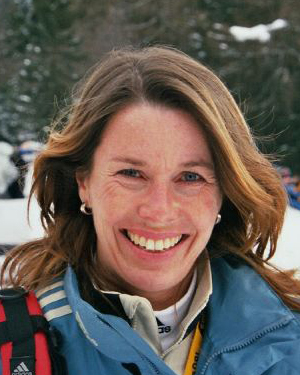
La Suédoise Magdalena Forsberg, détentrice du record de victoires finales (6) au classement général de la Coupe du monde de biathlon

La Coupe du monde de biathlon féminine existe depuis l'hiver 1987-1988. Sa création coïncide avec la réunification des circuits masculin et féminin cette saison-là. En effet, de 1981, année d'introduction du biathlon féminin, à 1987, les compétitions masculines et féminines étaient organisées séparément en lieux et dates. Le label « Coupe du monde » était réservé par l'UIPMB aux hommes, tandis que les femmes disputaient la « Coupe d'Europe » (cinq saisons, de 1982 à 1987). La Coupe d'Europe pourrait certes être considérée comme une Coupe du monde féminine officieuse mais, n'ayant jamais été reclassée rétrospectivement en « Coupe du monde » par l'IBU, elle reste toutefois une compétition historique à part. Avec six succès consécutifs entre 1997 et 2002, la Suédoise Magdalena Forsberg détient le record de succès au classement général. Elle est suivie par l'Allemande Magdalena Neuner et la Finlandaise Kaisa Mäkäräinen qui détiennent chacune trois globes, et par trois biathlètes ayant inscrit deux fois leur nom au palmarès, la Suédoise Eva Korpela (Coupe d'Europe), la Russe Anfisa Reztsova et l'Italienne Dorothea Wierer.
En 2000-2001, la Suédoise Magdalena Forsberg totalise un score impressionnant de 1 021 points sur l'ensemble de la saison. Avec un barème plus avantageux (victoire à 60 pts), Magdalena Neuner réalise 1 216 points lors de la saison 2011-2012, total amélioré dès la saison suivante par Tora Berger avec 1 234 points. Forsberg détient la plupart des autres records du nombre de victoires par épreuve : quatre victoires finales en individuel, cinq en sprint, six en poursuite. Dans la spécialité du départ groupé, elle est devancée par la Biélorusse Darya Domracheva. Au total, les dix-sept victoires de Forsberg dans les classements finals par épreuve constituent un autre record. Deux fois de suite, en 2000-2001 et 2001-2002, Forsberg a remporté l'ensemble des trophées de la Coupe du monde. La Norvégienne Tora Berger, en 2012-2013, est la seule autre biathlète à remporter l'ensemble des globes sur une même saison. Trois biathlètes ont remporté l'ensemble des globes sur plusieurs saisons : l'Allemande Magdalena Neuner; la Tchèque Gabriela Koukalová et la Finlandaise Kaisa Mäkäräinen.

### Lauréates des classements

#### Coupe d'Europe
La Coupe d'Europe est la compétition féminine qui historiquement précède la création de la Coupe du monde féminine et laisse la place à celle-ci à partir de 1987.
| Saison    | Classement général |
| --------- | ------------------ |
| 1982-1983 | Gry Østvik         |
| 1983-1984 | Mette Mestad       |
| 1984-1985 | Sanna Grønlid      |
| 1985-1986 | Eva Korpela        |
| 1986-1987 | Eva Korpela (2)    |

#### Coupe du monde
| Saison    | Général                              | Individuel                              | Sprint                     | Poursuite                        | Départ Groupé                    |
| --------- | ------------------------------------ | --------------------------------------- | -------------------------- | -------------------------------- | -------------------------------- |
| 1987-1988 | Anne Elvebakk                        | –                                       | –                          | Épreuve inexistante à cette date | Épreuve inexistante à cette date |
| 1988-1989 | Elena Golovina                       | –                                       | –                          | Épreuve inexistante à cette date | Épreuve inexistante à cette date |
| 1989-1990 | Jiřina Adamičková                    | –                                       | –                          | Épreuve inexistante à cette date | Épreuve inexistante à cette date |
| 1990-1991 | Svetlana Petcherskaia                | –                                       | –                          | Épreuve inexistante à cette date | Épreuve inexistante à cette date |
| 1991-1992 | Anfisa Reztsova                      | –                                       | –                          | Épreuve inexistante à cette date | Épreuve inexistante à cette date |
| 1992-1993 | Anfisa Reztsova (2)                  | –                                       | –                          | Épreuve inexistante à cette date | Épreuve inexistante à cette date |
| 1993-1994 | Svetlana Paramygina                  | –                                       | –                          | Épreuve inexistante à cette date | Épreuve inexistante à cette date |
| 1994-1995 | Anne Briand                          | –                                       | –                          | Épreuve inexistante à cette date | Épreuve inexistante à cette date |
| 1995-1996 | Emmanuelle Claret                    | –                                       | –                          | Épreuve inexistante à cette date | Épreuve inexistante à cette date |
| 1996-1997 | Magdalena Forsberg                   | Uschi Disl                              | Uschi Disl                 | Magdalena Forsberg               | Épreuve inexistante à cette date |
| 1997-1998 | Magdalena Forsberg (2)               | Magdalena Forsberg                      | Magdalena Forsberg         | Magdalena Forsberg (2)           | Épreuve inexistante à cette date |
| 1998-1999 | Magdalena Forsberg (3)               | Uschi Disl (2)                          | Magdalena Forsberg (2)     | Olena Zubrilova                  | Olena Zubrilova                  |
| 1999-2000 | Magdalena Forsberg (4)               | Magdalena Forsberg (2)                  | Magdalena Forsberg (3)     | Magdalena Forsberg (3)           | Galina Koukleva                  |
| 2000-2001 | Magdalena Forsberg (5)               | Magdalena Forsberg (3)                  | Magdalena Forsberg (4)     | Magdalena Forsberg (4)           | Magdalena Forsberg               |
| 2001-2002 | Magdalena Forsberg (6)               | Magdalena Forsberg (4)                  | Magdalena Forsberg (5)     | Magdalena Forsberg (5)           | Magdalena Forsberg (2)           |
| 2002-2003 | Martina Glagow                       | Linda Tjørhom                           | Sylvie Becaert             | Martina Glagow                   | Albina Akhatova                  |
| 2003-2004 | Liv Grete Poirée                     | Olga Pyleva                             | Liv Grete Poirée           | Liv Grete Poirée                 | Liv Grete Poirée                 |
| 2004-2005 | Sandrine Bailly                      | Olga Pyleva (2)                         | Kati Wilhelm               | Sandrine Bailly                  | Olga Zaïtseva                    |
| 2005-2006 | Kati Wilhelm                         | Svetlana Ichmouratova                   | Kati Wilhelm (2)           | Kati Wilhelm                     | Martina Glagow                   |
| 2006-2007 | Andrea Henkel                        | Andrea Henkel                           | Anna Carin Olofsson        | Kati Wilhelm (2)                 | Kati Wilhelm                     |
| 2007-2008 | Magdalena Neuner                     | Martina Glagow                          | Magdalena Neuner           | Sandrine Bailly (2)              | Magdalena Neuner                 |
| 2008-2009 | Helena Jonsson                       | Magdalena Neuner                        | Helena Jonsson             | Kati Wilhelm (3)                 | Helena Jonsson                   |
| 2009-2010 | Magdalena Neuner (2)                 | Anna Carin Olofsson                     | Simone Hauswald            | Magdalena Neuner                 | Magdalena Neuner (2)             |
| 2010-2011 | Kaisa Mäkäräinen                     | Helena Ekholm                           | Magdalena Neuner (2)       | Kaisa Mäkäräinen                 | Darya Domracheva                 |
| 2011-2012 | Magdalena Neuner (3)                 | Helena Ekholm (2)                       | Magdalena Neuner (3)       | Darya Domracheva                 | Darya Domracheva (2)             |
| 2012-2013 | Tora Berger                          | Tora Berger                             | Tora Berger                | Tora Berger                      | Tora Berger                      |
| 2013-2014 | Kaisa Mäkäräinen (2) Tora Berger (2) | Gabriela Koukalová                      | Kaisa Mäkäräinen           | Kaisa Mäkäräinen (2)             | Darya Domracheva (3)             |
| 2014-2015 | Darya Domracheva                     | Kaisa Mäkäräinen                        | Darya Domracheva           | Kaisa Mäkäräinen (3)             | Franziska Preuß                  |
| 2015-2016 | Gabriela Koukalová                   | Dorothea Wierer                         | Gabriela Koukalová         | Gabriela Koukalová               | Gabriela Koukalová               |
| 2016-2017 | Laura Dahlmeier                      | Laura Dahlmeier                         | Gabriela Koukalová (2)     | Laura Dahlmeier                  | Gabriela Koukalová (2)           |
| 2017-2018 | Kaisa Mäkäräinen (3)                 | Nadezhda Skardino                       | Anastasia Kuzmina          | Anastasia Kuzmina                | Kaisa Mäkäräinen                 |
| 2018-2019 | Dorothea Wierer                      | Lisa Vittozzi                           | Anastasia Kuzmina (2)      | Dorothea Wierer                  | Hanna Öberg                      |
| 2019-2020 | Dorothea Wierer (2)                  | Hanna Öberg                             | Denise Herrmann            | Tiril Eckhoff                    | Dorothea Wierer                  |
| 2020-2021 | Tiril Eckhoff                        | Lisa Theresa Hauser Dorothea Wierer (2) | Tiril Eckhoff              | Tiril Eckhoff (2)                | Ingrid Landmark Tandrevold       |
| 2021-2022 | Marte Olsbu Røiseland                | Marketa Davidova                        | Marte Olsbu Røiseland      | Marte Olsbu Røiseland            | Justine Braisaz-Bouchet          |
| 2022-2023 | Julia Simon                          | Lisa Vittozzi (2)                       | Denise Herrmann-Wick (2)   | Julia Simon                      | Julia Simon                      |
| 2023-2024 | Lisa Vittozzi                        | Lisa Vittozzi (3)                       | Ingrid Landmark Tandrevold | Lisa Vittozzi                    | Lou Jeanmonnot                   |
| 2024-2025 | Franziska Preuß                      | Lou Jeanmonnot                          | Franziska Preuß            | Lou Jeanmonnot                   | Franziska Preuß                  |

| Saison    | Coupe des nations | Relais        |
| --------- | ----------------- | ------------- |
| 1988-1989 | Norvège           | –             |
| 1989-1990 | Union soviétique  | –             |
| 1990-1991 | Allemagne         | –             |
| 1991-1992 | Norvège (2)       | –             |
| 1992-1993 | France            | –             |
| 1993-1994 | Allemagne (2)     | –             |
| 1994-1995 | France (2)        | –             |
| 1995-1996 | France (3)        | –             |
| 1996-1997 | Allemagne (3)     | Russie        |
| 1997-1998 | Allemagne (4)     | Russie (2)    |
| 1998-1999 | Allemagne (5)     | Allemagne     |
| 1999-2000 | Allemagne (6)     | Russie (3)    |
| 2000-2001 | Allemagne (7)     | Norvège       |
| 2001-2002 | Allemagne (8)     | Allemagne (2) |
| 2002-2003 | Russie            | Russie (4)    |
| 2003-2004 | Russie (2)        | Norvège (2)   |
| 2004-2005 | Russie (3)        | Russie (5)    |
| 2005-2006 | Allemagne (9)     | Russie (6)    |
| 2006-2007 | Allemagne (10)    | France        |
| 2007-2008 | Allemagne (11)    | Allemagne (3) |
| 2008-2009 | Allemagne (12)    | Allemagne (4) |
| 2009-2010 | Allemagne (13)    | Russie (7)    |
| 2010-2011 | Allemagne (14)    | Allemagne (5) |
| 2011-2012 | Russie (4)        | France (2)    |
| 2012-2013 | Russie (5)        | Norvège (3)   |
| 2013-2014 | Norvège (3)       | Allemagne (6) |
| 2014-2015 | Allemagne (15)    | Tchéquie      |
| 2015-2016 | Allemagne (16)    | Allemagne (7) |
| 2016-2017 | Allemagne (17)    | Allemagne (8) |
| 2017-2018 | Allemagne (18)    | Allemagne (9) |
| 2018-2019 | Norvège (4)       | Norvège (4)   |
| 2019-2020 | Norvège (5)       | Norvège (5)   |
| 2020-2021 | Norvège (6)       | Suède         |
| 2021-2022 | Norvège (7)       | Suède (2)     |
| 2022-2023 | France (4)        | France (3)    |
| 2023-2024 | France (5)        | Norvège (6)   |
| 2024-2025 | France (6)        | France (4)    |

### Bilan par biathlète
| Rang | Biathlète                  | Pays             | Général | Individuel | Sprint | Poursuite | Départ Groupé | Total ( ) |
| ---- | -------------------------- | ---------------- | ------- | ---------- | ------ | --------- | ------------- | --------- |
| 1.   | Magdalena Forsberg         | Suède            | 6       | 4          | 5      | 5         | 2             | 22 (16)   |
| 2.   | Magdalena Neuner           | Allemagne        | 3       | 1          | 3      | 1         | 2             | 10 (7)    |
| 3.   | Kaisa Mäkäräinen           | Finlande         | 3       | 1          | 1      | 3         | 1             | 9 (6)     |
| 4.   | Dorothea Wierer            | Italie           | 2       | 2          | 0      | 1         | 1             | 6 (4)     |
| 4.   | Tora Berger                | Norvège          | 2       | 1          | 1      | 1         | 1             | 6 (4)     |
| 6.   | Anfisa Reztsova            | Russie           | 2       | –          | –      | –         | –             | 2 (0)     |
| 7.   | Kati Wilhelm               | Allemagne        | 1       | 0          | 2      | 3         | 1             | 7 (6)     |
| 7.   | Gabriela Koukalová         | Tchéquie         | 1       | 1          | 2      | 1         | 2             | 7 (6)     |
| 9.   | Darya Domracheva           | Biélorussie      | 1       | 0          | 1      | 1         | 3             | 6 (5)     |
| 10.  | Helena Jonsson-Ekholm      | Suède            | 1       | 2          | 1      | 0         | 1             | 5 (4)     |
| 10.  | Lisa Vittozzi              | Italie           | 1       | 3          | 0      | 1         | 0             | 5 (4)     |
| 12.  | Martina Glagow             | Allemagne        | 1       | 1          | 0      | 1         | 1             | 4 (3)     |
| 12.  | Liv Grete Poirée           | Norvège          | 1       | 0          | 1      | 1         | 1             | 4 (3)     |
| 12.  | Tiril Eckhoff              | Norvège          | 1       | 0          | 1      | 2         | 0             | 4 (3)     |
| 12.  | Franziska Preuß            | Allemagne        | 1       | 0          | 1      | 0         | 2             | 4 (3)     |
| 16.  | Sandrine Bailly            | France           | 1       | 0          | 0      | 2         | 0             | 3 (2)     |
| 16.  | Laura Dahlmeier            | Allemagne        | 1       | 1          | 0      | 1         | 0             | 3 (2)     |
| 16.  | Marte Olsbu Røiseland      | Norvège          | 1       | 0          | 1      | 1         | 0             | 3 (2)     |
| 16.  | Julia Simon                | France           | 1       | 0          | 0      | 1         | 1             | 3 (2)     |
| 20.  | Andrea Henkel              | Allemagne        | 1       | 1          | 0      | 0         | 0             | 2 (1)     |
| 21.  | Jiřina Adamičková          | Tchécoslovaquie  | 1       | –          | –      | –         | –             | 1 (0)     |
| 21.  | Anne Briand                | France           | 1       | –          | –      | –         | –             | 1 (0)     |
| 21.  | Emmanuelle Claret          | France           | 1       | –          | –      | –         | –             | 1 (0)     |
| 21.  | Svetlana Davidova          | Union soviétique | 1       | –          | –      | –         | –             | 1 (0)     |
| 21.  | Anne Elvebakk              | Norvège          | 1       | –          | –      | –         | –             | 1 (0)     |
| 21.  | Elena Golovina             | Union soviétique | 1       | –          | –      | –         | –             | 1 (0)     |
| 21.  | Svetlana Paramygina        | Biélorussie      | 1       | –          | –      | –         | –             | 1 (0)     |
| 28.  | Uschi Disl                 | Allemagne        | 0       | 2          | 1      | 0         | 0             | 3         |
| 28.  | Anastasia Kuzmina          | Slovaquie        | 0       | 0          | 2      | 1         | 0             | 3         |
| 28.  | Lou Jeanmonnot             | France           | 0       | 1          | 0      | 1         | 1             | 3         |
| 31.  | Olena Zubrilova            | Ukraine          | 0       | 0          | 0      | 1         | 1             | 2         |
| 31.  | Anna Carin Olofsson        | Suède            | 0       | 1          | 1      | 0         | 0             | 2         |
| 31.  | Olga Pyleva                | Russie           | 0       | 2          | 0      | 0         | 0             | 2         |
| 31.  | Hanna Öberg                | Suède            | 0       | 1          | 0      | 0         | 1             | 2         |
| 31.  | Denise Herrmann-Wick       | Allemagne        | 0       | 0          | 2      | 0         | 0             | 2         |
| 31.  | Ingrid Landmark Tandrevold | Norvège          | 0       | 0          | 1      | 0         | 1             | 2         |
| 37.  | Nadezhda Skardino          | Biélorussie      | 0       | 1          | 0      | 0         | 0             | 1         |
| 37.  | Svetlana Ichmouratova      | Russie           | 0       | 1          | 0      | 0         | 0             | 1         |
| 37.  | Linda Tjørhom              | Norvège          | 0       | 1          | 0      | 0         | 0             | 1         |
| 37.  | Sylvie Becaert             | France           | 0       | 0          | 1      | 0         | 0             | 1         |
| 37.  | Simone Hauswald            | Allemagne        | 0       | 0          | 1      | 0         | 0             | 1         |
| 37.  | Galina Koukleva            | Russie           | 0       | 0          | 0      | 0         | 1             | 1         |
| 37.  | Albina Akhatova            | Russie           | 0       | 0          | 0      | 0         | 1             | 1         |
| 37.  | Olga Zaïtseva              | Russie           | 0       | 0          | 0      | 0         | 1             | 1         |
| 37.  | Justine Braisaz-Bouchet    | France           | 0       | 0          | 0      | 0         | 1             | 1         |
| 37.  | Lisa Theresa Hauser        | Autriche         | 0       | 1          | 0      | 0         | 0             | 1         |
| 37.  | Marketa Davidova           | Tchéquie         | 0       | 1          | 0      | 0         | 0             | 1         |

 : en activité

Note : les lauréates de la Coupe d'Europe (1982-1987) ne figurent pas dans ce tableau.

## Mixte
| Saison    | Relais mixte         |
| --------- | -------------------- |
| 2010-2011 | Allemagne            |
| 2011-2012 | Russie               |
| 2012-2013 | Norvège              |
| 2013-2014 | Tchéquie Norvège (2) |
| 2014-2015 | Norvège (3)          |
| 2015-2016 | Norvège (4)          |
| 2016-2017 | Allemagne (2)        |
| 2017-2018 | Italie               |
| 2018-2019 | Norvège (5)          |
| 2019-2020 | Norvège (6)          |
| 2020-2021 | Norvège (7)          |
| 2021-2022 | Norvège (8)          |
| 2022-2023 | France               |
| 2023-2024 | Norvège (9)          |
| 2024-2025 | Suède                |